# Павлов, Дмитрий Сергеевич (биолог)
Дми́трий Серге́евич Па́влов (род. 26 июля 1938 года, Москва) — российский учёный, ихтиолог, эколог, научный руководитель Института проблем экологии и эволюции им. А. Н. Северцова РАН, действительный член РАН (1992), иностранный член Литовской академии наук (2004), приглашённый профессор Университета Монтана (2002). Лауреат Государственной премии Российской Федерации 2012 года.
Главные направления научной деятельности: экология рыб, экологические аспекты их поведения и миграций, охрана биоресурсов водоёмов.

## Биография
Среднее образование получил в школе № 479 в Москве. В 1960 году окончил Московский государственный университет имени М. В. Ломоносова.
В 1966 году защитил диссертацию «Оптомоторная реакция и особенности ориентации рыб в потоке воды» на соискание учёной степени кандидата, в 1977 году — доктора биологических наук («Биологические основы управления поведением рыб в потоке воды»). В 1984 году Д. С. Павлову присвоено учёное звание профессора. С 1986 года заведует лабораторией поведения низших позвоночных Института эволюционной морфологии и экологии животных АН СССР, а также. кафедрой ихтиологии биологического факультета МГУ.
23 декабря 1987 года избран членом-корреспондентом АН СССР в отделение общей биологии по специальности «Ихтиология», 11 июня 1992 года избран академиком РАН по специальности «Общая биология».
Директор Института проблем экологии и эволюции имени А. Н. Северцова РАН (1998—2015), главный редактор журналов «Вопросы ихтиологии» (с 1983), «Биология внутренних вод» (1999—2020) и «Российского журнала биологических инвазий» (2008—2012). В 1999 году Д. С. Павлов стал заслуженным профессором МГУ.
Председатель Национального комитета российских биологов (с 1999), сопредседатель совместного Российско-Вьетнамского научно-исследовательского и технологического центра (1999).

## Научная деятельность
Разработал ряд стратегических принципов по охране живой природы, создал теорию управления массовыми перемещениями рыб с целью сохранения их естественного воспроизводства. Руководил работой по выявлению механизмов и закономерностей нерестовой и покатной миграций рыб в реках, установил экологические механизмы формирования внутривидового разнообразия и жизненных стратегий у рыб (лососёвые, осетровые, карповые и др.). Предложил устройства для защиты рыб от попадания в водозаборные сооружения при прохождении на нерест через плотины ГЭС. 

## Основные работы
- Биологические основы управления поведением рыб в потоке воды. М., 1979;
- Structures assisting the migrations of nonsalmonid fish. Rome, 1989;
- Тихоокеанские благородные лососи и форели Азии. М., 2001 (в соавт.);
- Механизмы покатной миграции молоди речных рыб. М., 2007 (совм. с А. И. Лупандиным, В. В. Костиным);
- Атлас молоди пресноводных рыб России. М., 2011 (совм. с А. П. Макеевой, Д. А. Павловым).

## Награды и премии
- орден «Знак Почёта» (1981)
- орден Дружбы народов (25.07.1988)
- медаль ордена «За заслуги перед Отечеством» II степени (1999)
- Лауреат премии имени М. В. Ломоносова I степени (2008) за цикл работ «Жизненные стратегии и экологические механизмы формирования внутривидового разнообразия у лососёвых рыб».
- Золотая медаль имени Л. С. Берга РАН за цикл работ «Экологические закономерности и поведенческие механизмы миграций рыб» (2010)
- Премия Правительства Российской Федерации в области науки и техники (2010)[2]
- Государственная премия Российской Федерации в области науки и технологий 2012 года (2013)[3]

## Виды, названные в честь Д. С. Павлова
Pogonophryne pavlovi Balushkin, 2013 — бородатка Павлова, глубоководная антарктическая рыба семейства бородатковых (Artedidraconidae).